# Hryhorij Duwirak
Hryhorij Duwirak (ur. w 1861 - zm. w 1929) – ukraiński działacz ludowy i polityk, działający na Huculszczyźnie.
Organizator ruchu radykalnego i siczowego, członek Zarządu Głównego Ukraińskiej Partii Radykalnej, oraz członek zarządu Ukraińskiej Rady Narodowej ZURL. W 1928 przeszedł do Sel-Robu.